# Plukaran
Plukaran is een bestuurslaag in het regentschap Pati van de provincie Midden-Java, Indonesië. Plukaran telt 2703 inwoners (volkstelling 2010).